# Giuseppe Alessio Nuzzo
Giuseppe Alessio Nuzzo (San Felice a Cancello, 17 luglio 1989) è un regista e sceneggiatore italiano.

## Biografia
Frequenta il workshop della durata di quattro giorni "Cinema e organizzazione" presso il al Centro sperimentale di cinematografia di Roma e Regia alla National Film and Television School di Londra.
È laureato in odontoiatra e protesi dentaria presso l'università Luigi Vanvitelli, mostrando tuttavia scarsa attitudine alla professione.
Ѐ fondatore e direttore generale della mostra internazionale del cinema sociale Social World Film Festival che si tiene ogni anno nella città di Vico Equense; il presidente onorario è Claudia Cardinale.
Ha ideato e fatto realizzare il monumento al cinema The Wall of Fame, sul modello della Hollywood Walk of Fame, e il Museo/Mostra del cinema del territorio e della Penisola Sorrentina, entrambi nel centro storico di Vico Equense.
I suoi lavori come regista, sceneggiatore e produttore sono prevalentemente improntati su temi sociali. Nel 2016 scrive, produce e dirige il cortometraggio sul tema dell’Alzheimer Lettere a mia figlia con Leo Gullotta, in onda sul canale satellitare Studio Universal di Mediaset Premium; l’opera, trasposta anche editorialmente in un omonimo libro, ha ricevuto numerosi premi tra cui la menzione speciale ai Nastri d'argento del Sindacato Nazionale Giornalisti Cinematografici Italiani, il Primo Premio al Giffoni Film Festival e il Premio Ettore Scola alla Casa del Cinema di Roma. Nello stesso anno produce e dirige il thriller psicologico, Le verità, con Francesco Montanari, Nicoletta Romanoff, Anna Safroncik, Maria Grazia Cucinotta, Fabrizio Nevola, Luigi Diberti, Sergio Solli, Renato Scarpa, Massimo Poggio; il film è stato presentato alla Mostra del Cinema italiano di Campinas, al Marchè du Film al Festival di Cannes e ha vinto il Gran Premio della Critica al Terra di Siena Film Festival.
Nel 2017 produce il cortometraggio Insane Love per la regia di Eitan Pitigliani con Clara Alonso, Filippo Gattuso, Miriam Dalmazio e Diego Domínguez (attore) presentato in un evento speciale alla Festa del Cinema di Roma nella sezione autonoma Alice nella città.
Nel 2018 scrive, produce e dirige il cortometraggio Il nome che mi hai sempre dato con protagonista Mariano Rigillo; l’opera, realizzata con il sostegno di Rai Cinema, è il primo cortometraggio in verticale ad essere pubblicato sulla IGTV di Instagram sul profilo di Rai Cinema Channel.
Nel 2019 presenta in anteprima al concorso Giovani Autori Italiani durante la 76ª edizione della Mostra internazionale d'arte cinematografica di Venezia il cortometraggio La scelta con Cristina Donadio da lui diretto e prodotto, film ispirato alla vera storia dell'attrice. Nello stesso anno dirige il cortometraggio Fame prodotto da Paradise Pictures con Rai Cinema in coproduzione con Antracine produzioni, riconosciuto di interesse culturale e con il contributo della Direzione generale Cinema del Ministero dei beni e delle attività culturali e del turismo. Il 21 settembre, in occasione della Giornata mondiale contro l'Alzheimer, torna al cinema con il docufilm da lui diretto e prodotto Manuale sull'Alzheimer con Leo Gullotta e le interviste a scienziati, medici, istituzioni, operatori e pazienti.

## Libri
Nel 2015 pubblica Cinema è sogno - Antologia delle citazioni cinematografiche con la prefazione di Gian Luigi Rondi.
Nel 2017 pubblica il libro sull'Alzheimer Lettere a mia figlia che raccoglie anche l'edizione home video dell'omonimo cortometraggio.
Nel 2018 pubblica il suo primo romanzo, Le verità, tratto dalla storia vera da cui ha preso spunto anche il suo primo lungometraggio omonimo; il libro raccoglie anche l'edizione home video del film.

## Filmografia

### Lungometraggi
- Le verità (2017)
- Quel posto nel tempo (2022)

### Cortometraggi
- Right to life (2012)
- Lettere a mia figlia (2016)
- Il nome che mi hai sempre dato (2018)
- La scelta - The choice (2019)
- Fame (2020)

### Documentari
- Normale (2014)
- Primitivamente (2015)
- Manuale sull'Alzheimer (2019)
- Farina, Acqua, Lievito (2021)
- Mi chiamo Giancarlo Siani (2023)

### Spot
- Corri (2014)